# Депестр, Рене
Рене́ Депе́стр (фр. René Depestre, родился 29 августа 1926) — гаитянский поэт, прозаик, общественный деятель, коммунист.

## Биография
Рене Депестр родился 29 августа 1926 года в Жакмеле (Гаити).
Первые стихи опубликовал в 1945 году в сборнике «Искры». За политическую деятельность был заключён в тюрьму, позже был вынужден покинуть родную страну и уехать во Францию, а затем на Кубу, где жил в изгнании от режима Дювалье. Он продолжает писать стихи и в 1956 году публикует «Чёрную руду» — произведение, осуждающее угнетение и рабство.
В 1988 году его роман «Hadriana dans tous mes rêves» получает премию Ренодо, Премию Общества литераторов и Премию королевской Академии французского языка и литературы Бельгии.
В 1991 году награждён премией Чикайя У Тамси за африканскую поэзию.
В апреле 2007 года Депестр становится лауреатом премии Робера Ганзо за книгу стихов «La rage de vivre». Является специальным посланником ЮНЕСКО на Гаити.
Дядя генерал-губернатора Канады Микаэль Жан.